# John Cromwell
Elwood Dager Cromwell (23 de desembre de 1887 – 26 de setembre de 1979), conegut com a John Cromwell, fou un actor, director i productor cinematogràfic de nacionalitat estatunidenca.

## Biografia

### Carrera

#### Broadway
Nascut a Toledo (Ohio), Cromwell va debutar com a actor teatral en el circuit de Broadway de Nova York amb l'adaptació de Marian De Forest de la novel·la Donetes (1912). La funció va ser un èxit i va tenir un total de 184 representacions. Posteriorment va dirigir The Painted Woman (1913), que va ser un fracàs. A continuació va interpretar i va codirigir amb Frank Craven el reeixit xou Too Many Cooks (1914), representat en 223 ocasions.
Cromwell va interpretar a Charles Lomax en la producció original representada a Broadway de la peça de George Bernard Shaw El comandant Bàrbara (1915), i fou el Capità Kearney en la versió d'una altra obra de Shaw, Captain Brassbound's Conversion (1916). Entre altres funcions, va actuar a The Racket (1927), amb un total de 119 representacions. L'any següent, mentre la companyia interpretava The Racket a Los Angeles, Cromwell va signar un contracte amb Paramount Pictures com a actor i com a estudiant de direcció.
Cromwell va guanyar el 1952 un Premi Tony per la seva actuació com a John Gray a Point of No Return (1951), obra protagonitzada per Henry Fonda. Dels seus papers de William Shakespeare interpretats a Broadway, destaquen: Paris a Romeo i Julieta (1935), amb Katharine Cornell i Maurice Evans en els papers principals; Rosencrantz a Hamlet (1936), amb una posada en escena i direcció de Guthrie McClintic, amb John Gielgud en el paper principal, Judith Anderson com a Gertrude, i Lillian Gish com a Ofèlia; i Lennox a Macbeth (1948), amb Michael Redgrave en el paper principal, Flora Robson en el de Lady Macbeth, a més de Julie Harris, Martin Balsam i Beatrice Straight.
A Broadway també va interpretar al Germà Martin Ladvenu en la producció que Katharine Cornell va fer de l'obra Santa Joana (1936), i que va ser dirigida per Guthrie McClintic. Així mateix va ser Freddy Eynsford Hill en la versió que Cedric Hardwicke va fer de Pigmalió (1945), peça interpretada per Gertrude Lawrence i Raymond Massey.

#### Cinema i televisió
El seu debut al cinema va arribar amb el paper de Walter Babbing en la comèdia The Dummy (1929), una cinta sonora interpretada per Ruth Chatterton, Fredric March, Jack Oakie i ZaSu Pitts.
El seu treball com a codirector al costat de A. Edward Sutherland en el musical romàntic Close Harmony —protagonitzat per Charles Rogers, Nancy Carroll, Harry Green, i Jack Oakie—, així com en el drama musical The Dance of Life (tots dos estrenats en 1929), va ser tan hàbil que li va permetre començar a dirigir sense col·laboració, sent el seu primer film en solitari, The Mighty, produït aquell mateix any i protagonitzat per George Bancroft, on Cromwell interpretava a Mr. Jamieson.
Cromwell va dirigir, entre d'altres, les pel·lícules: Tom Sawyer (1930), amb Jackie Coogan en el paper principal; Ann Vickers (1933), basada en la novel·la de Sinclair Lewis —protagonitzada per Irene Dunne, Walter Huston, Conrad Nagel, Bruce Cabot i Edna May Oliver—, i Captiu del desig (1934), segons la novel·la de Somerset Maugham, amb Leslie Howard, Bette Davis i Frances Dee.
Les últimes dues pel·lícules van ser produïdes per RKO Pictures, i ambdues van tenir problemes de censura. En la novel·la de Lewis, Ann Vickers defensa el control de natalitat i té una aventura extraconjugal. El guió va ser finalment aprovat pel Codi Hays quan l'estudi va acceptar deixar a Vickers com una dona soltera, eliminant així les referències a l'adulteri. En el cas de Captiu del desig, el guió era inacceptable perquè la prostituta Mildred Rogers (interpretada per Davis), de la qual s'enamora l'estudiant Philip Carey (encarnat per Howard), agafa la sífilis. L'oficina de William H. Hays va demanar que Mildred fos cambrera, que emmalaltís de tuberculosi i que al final es casés. RKO va acceptar les condicions per evitar pagar una multa de 25.000 dòlars.
De la seva filmografia posterior, cal destacar el seu treball com a director en les pel·lícules: Little Lord Fauntleroy (1936) amb Freddie Bartholomew i Dolores Costello; The Prisoner of Zenda (1937), amb Ronald Satisfan, Madeleine Carroll, Raymond Massey, Mary Astor, David Niven, i Douglas Fairbanks, Jr.; Algiers (1938), amb Charles Boyer i Hedy Lamarr; Abe Lincoln in Illinois (1940), amb Raymond Massey, Gene Lockhart i Ruth Gordon; Son of Fury: The Story of Benjamin Blake (1942), amb Tyrone Power i Gene Tierney; Since You Went Away (1944), amb Claudette Colbert, Jennifer Jones, Joseph Cotten, Shirley Tremp, Lionel Barrymore, Hattie McDaniel, Agnes Moorehead, Alla Nazimova i Keenan Wynn.
A continuació, i després de la Segona Guerra, cal citar, en primer lloc, Anna and the King of Siam (1946), amb Irene Dunne, Rex Harrison, Limita Darnell, Lee J. Cobb i Gale Sondergaard; seguida per Dead Reckoning (1947), amb Humphrey Bogart i Lizabeth Scott. Després, el drama carcerari Caged (1950). I, finalment, un valuós títol de cinema negre The Racket (Suborn, 1951), amb Robert Mitchum, Lizabeth Scott i Robert Ryan, que estava basat en una obra teatral que Cromwell havia interpretat a Nova York i en una gira; va tenir problemes en el rodatge.
Cromwell va ser president del Sindicat de directors dels Estats Units des de 1944 a 1946, i va ser inclòs en la llista negra de Hollywood, des de 1951 a 1958 per les seves tendències polítiques.
El 1977 Cromwell va ser escollit per Robert Altman per fer el paper de Mr. Rose en el film 3 Women (1977), protagonitzada per Shelley Duvall i Sissy Spacek, i el del Bisbe Martin a A Wedding (1978), amb Desi Arnaz, Jr., Carol Burnett, Geraldine Chaplin, Mia Farrow, Vittorio Gassman i Lillian Gish.

### Vida personal
Cromwell es va casar quatre vegades. Les seves dones foren l'actriu teatral Alice Lindahl, morta a causa de la grip el 1918, les també actrius Marie Goff i Kay Johnson, de les quals es va divorciar, i l'actriu Ruth Nelson, amb la qual va romandre fins a la seva mort. Amb Kay Johnson va tenir dos fills, un d'ells James Cromwell.
John Cromwell va morir el 1979 a Santa Bàrbara (Califòrnia), a causa d'una embòlia pulmonar. Tenia 91 anys. Les seves restes van ser incinerades.

## Filmografia
| Any  | Títol                                            | Acreditat com a | Acreditat com a | Acreditat com a             |
| Any  | Títol                                            | Director        | Actor           | Paper                       |
| ---- | ------------------------------------------------ | --------------- | --------------- | --------------------------- |
| 1929 | The Dummy (El pelele)                            |                 | Sí              | Walter Babbing              |
| 1929 | Close Harmony (Jazz band)                        | Sí              | Sí              | Porter                      |
| 1929 | The Dance of Life (La dansa de la vida)          | Sí              |                 |                             |
| 1929 | The Mighty (El poderós)                          | Sí              | Sí              | Mr. Jamieson                |
| 1930 | Street of Chance                                 | Sí              | Sí              | Imbrie                      |
| 1930 | The Texan (Tot un home)                          | Sí              |                 |                             |
| 1930 | For the Defense (L'acusador de si mateix)        | Sí              | Sí              | Segon reporter en el judici |
| 1930 | Tom Sawyer (Les aventures de Tom Sawyer)         | Sí              |                 |                             |
| 1931 | Scandal Sheet (Un reportatge sensacional)        | Sí              |                 |                             |
| 1931 | Unfaithful (Desengany)                           | Sí              |                 |                             |
| 1931 | The Vice Squad                                   | Sí              |                 |                             |
| 1931 | Rich Man's Folly (Què val els diners?)           | Sí              |                 |                             |
| 1932 | World and the Flesh (El tigre del mar negre)     | Sí              |                 |                             |
| 1933 | Sweepings (Honraràs al teu pare)                 | Sí              |                 |                             |
| 1933 | The Silver Cord                                  | Sí              |                 |                             |
| 1933 | Double Harness                                   | Sí              |                 |                             |
| 1933 | Ann Vickers                                      | Sí              |                 |                             |
| 1934 | Spitfire (Mística i rebel)                       | Sí              |                 |                             |
| 1934 | This Man Is Mine                                 | Sí              |                 |                             |
| 1934 | Captius del desig                                | Sí              |                 |                             |
| 1934 | The Fountain (Fidel i pecadora)                  | Sí              |                 |                             |
| 1935 | Village Tali                                     | Sí              |                 |                             |
| 1935 | Jalna                                            | Sí              |                 |                             |
| 1935 | I Dream Too Much (Cançó d'amor)                  | Sí              |                 |                             |
| 1936 | Little Lord Fauntleroy (El petit lord)           | Sí              |                 |                             |
| 1936 | To Mary - with Love                              | Sí              |                 |                             |
| 1936 | Banjo on My Knee                                 | Sí              |                 |                             |
| 1937 | The Prisoner of Zenda (El presoner de Zenda)     | Sí              |                 |                             |
| 1938 | The Adventures of Marco Polo                     | Sí              |                 |                             |
| 1938 | Algiers (Alger)                                  | Sí              |                 |                             |
| 1939 | Made for Each Other (El llaç sagrat)             | Sí              |                 |                             |
| 1939 | In Name Only (Dues dones i un amor)              | Sí              |                 |                             |
| 1940 | Abe Lincoln a Illinois                           | Sí              | Sí              | John Brown                  |
| 1940 | Victory                                          | Sí              |                 |                             |
| 1941 | So Ends Our Night                                | Sí              |                 |                             |
| 1942 | El fill de la fúria                              | Sí              |                 |                             |
| 1944 | Since You Went Away (Des que te'n vas anar)      | Sí              |                 |                             |
| 1945 | The Enchanted Cottage (Miracle d'amor)           | Sí              |                 |                             |
| 1945 | Watchtower Over Tomorrow                         | Sí              |                 |                             |
| 1946 | Anna and the King of Siam (Ana i el rei de Siam) | Sí              |                 |                             |
| 1947 | Dead Reckoning (Carreró sense sortida)           | Sí              |                 |                             |
| 1948 | Night Song                                       | Sí              |                 |                             |
| 1950 | Caged (Engabiada)                                | Sí              |                 |                             |
| 1951 | The Company She Keeps                            | Sí              | Sí              | Policia                     |
| 1951 | The Racket (El suborn)                           | Sí              |                 |                             |
| 1957 | Top secret Affair (Intriga femenina)             |                 | Sí              | General Daniel A. Grimshaw  |
| 1958 | The Goddess (La deessa)                          | Sí              |                 |                             |
| 1959 | The Scavengers (Els voltors de Macau)            | Sí              |                 |                             |
| 1961 | A Matter of Moral                                | Sí              |                 |                             |
| 1977 | 3 Women                                          |                 | Sí              | Mr. Rose                    |
| 1978 | A Wedding (Unes noces)                           |                 | Sí              | Bisbe Martin                |